# 1634
- Wikisource

| Calendário gregoriano                                                        | 1634 MDCXXXIV                       |
| Ab urbe condita                                                              | 2387                                |
| Calendário arménio                                                           | 1083 – 1084                         |
| Calendário bahá'í                                                            | -210 – -209                         |
| Calendário budista                                                           | 2178                                |
| Calendário chinês                                                            | 4330 – 4331 Início a 29 de janeiro  |
| Calendário copta                                                             | 1350 – 1351                         |
| Calendário etíope                                                            | 1626 – 1627                         |
| Calendários hindus - Vikram Samvat - Calendário nacional indiano - Cáli Iuga | 1689 – 1690 1555 – 1556 4734 – 4735 |
| Calendário Holoceno                                                          | 11634                               |
| Calendário islâmico                                                          | 1044 – 1045                         |
| Calendário judaico                                                           | 5394 – 5395                         |
| Calendário persa                                                             | 1012 – 1013                         |
| Calendário rúnico                                                            | 1884                                |
| Calendário solar tailandês                                                   | 2177                                |

1634 (MDCXXXIV, na numeração romana) foi um ano comum do século XVII do actual Calendário Gregoriano, da Era de Cristo, e a sua letra dominical foi A (52 semanas), teve início a um domingo e terminou também a um domingo.
| Ano completo                    |
| ------------------------------- |
| Ano comum com início ao domingo |

## Eventos
- 23 de Dezembro - A Duquesa de Mântua, nomeada vice-rainha de Portugal, toma posse.
- É formada em França a "Compagnie des Îles de l'Amérique".

### Em andamento
- Guerra dos Trinta Anos (1618–1648)

## Nascimentos
- 8 de Fevereiro - Teodósio III, Duque de Bragança e herdeiro de Portugal (m. 1653).

## Mortes
- ?? - Gioacchino Greco, enxadrista italiano (n. cerca de 1600).
- 10 de outubro - Hendrick Lonck, militar e herói naval neerlandês.
- 11 de dezembro - Fadrique de Toledo Osório